# 凶月
凶月（まがつき）は、日本のプロレス団体「KAIENTAI DOJO」で結成されたヒールユニット。

## 歴史
2013年
- 4月14日、後楽園ホール大会での旭志織とヒロ・トウナイとのSTRONGEST-K TAG王座防衛戦で5度目の防衛後に真霜拳號がタッグパートナーの関根龍一との決別を宣言、関根を真剣でKOするとベルトを置いて退場。この時稲松三郎と十嶋くにおが結託を表明した。またユニットとしては一年以上も名前がなく2014年5月から正式なユニットとなっている。
- 6月16日、新人レスラー雄馬がデビュー。デビュー戦後に雄馬を拉致する。
- 7月15日、雄馬が十嶋くにおのもとで改造され未確認生物として登場し加入する。
- 9月1日、海王トーナメント2013で真霜が優勝。第15代CHAMPION OF STRONGEST-K王者になるがトロフィーと海王の称号を雄馬に譲る。

2014年
- 2月16日、BO-SOゴールデンタッグトーナメント2014の準決勝で敗北した真霜に対しタッグパートナー稲松がユニット脱退を表明。その大会のインフォメーションで場を借りた稲松がメンバーを募集した結果柏大五郎と関根龍一が賛同してBozz連合を結成する。
- 4月13日、真霜が稲松とのCHAMPION OF STRONGEST-Kで対戦し敗北。
- 5月にタンク永井が加入。ユニット名を「凶月」と発表する。
- またこの時期には外人参戦選手のムーンシャイン・マンテルも一時加入していた。
- 5月29日、諏訪魔&ジョー・ドーリングの持つ世界タッグ王座に真霜&KENSOが挑戦。この時はKENSO率いるDKの一員だったが8月31日に脱退し抗争を繰り広げている。
- 8月24日、真霜がMIYAWAKIの持つ第17代CHAMPION OF STRONGEST-K王座に挑戦し勝利。第18代王者になりこれで5度目の戴冠となる。
- 9月13日、全日本プロレスに凶月で初参戦。潮崎豪&宮原健斗組と対戦しタンクが潮崎のショートレンジ式の豪腕ラリアットで敗れる。
- 9月21日、真霜個人では一度参戦しているが凶月として初めてYMZに参戦する。真霜&倉垣組と対戦し雄馬が倉垣のファルコンアローで敗れる。その後もタンク永井を含め定期的に参戦している。
- 10月12日、梶トマトの持つUWA世界ミドル級王座に雄馬が地元北海道で挑戦するも梶のレッドアイで敗れる。また同日真霜とタンクがTAKAみちのく&タイチのTAKAタイチと対戦しタンクがTAKAをスピアーで沈める金星を奪う。
- 11月3日、タンクがTAKAみちのくとシングルで激突。試合はTAKAがヘビーキラー1号で丸め込み勝利する。
- 11月8日、STRONGEST-K TAG次期挑戦者決定戦で真霜とタンクが柏&関根を相手に対戦しタンクが柏を奥の手のダイビングセントーンで沈め次期挑戦者となる。
- 11月16日、世界最強タッグ決定リーグ戦開催。真霜とタンクの凶月タッグで出場が決定。凶月は初戦で真霜のかつての仲間のDKから勝利し初戦を飾るが2勝5敗という結果に終わる。
- 12月29日、各ユニットによる抗争の際欠場が影響で出遅れていた佐藤悠己が加入。

2015年
- 9月6日、タンク永井が火野裕士を破りCHAMPION OF STRONGEST-K王座第20代王者となる。チャンピオン奪取により、凶月のリーダーの座が真霜拳號からタンク永井に変わる。
- 10月18日、雄馬がペロス・デル・マールのDOUKIを勧誘。10月25日の「CLUB-K 3000」では凶月と共闘しており、真霜も自身のTwitterで「凶月の新メンバー」とツイートしていることから、加入したものと思われる。

2016年
- 11月6日、本田アユムが加入。またメインイベントで真霜の持つCHAMPION OF STRONGEST-Kに挑戦したタンクが敗北しタンクはリーダーから降格となった。また雄馬が試合後にBozz連合のTシャツを着た謎覆面の二人に拉致され12月4日に雄馬は離脱しSFUに加入。

2017年
- 8月19日、最上九が加入。東京ビッグショー新木場大会にて、十嶋くにおとのシングルマッチの際、以前より勧誘を受けていたダイナストーンズからのターザン最上に扮して登場するも、十嶋くにおに勝利後マイクでタンク永井に問いかけ、凶月加入査定試合だったことが判明。

2018年
- 5月27日GRAND SLAM in 新木場大会にて、タンク永井、木高イサミが追放される。GO浅川が加入し、3代目リーダーとなる。
- 6月3日、GO浅川が浅川紫悠に改名。

## ユニットとしての参戦団体
YMZ
主にタンクと雄馬が参戦中。現在は真霜と雄馬が参戦して米山と「よねやましも」というタッグを結成。雄馬はYMZの生え抜きレスラーびぃ改め受験生びぃと共闘している。2016年より十嶋も定期参戦しているほか本田も加入前ではあるが一度参戦をしている。
全日本プロレス
真霜とタンクが世界最強タッグリーグに出場するほか真霜が単独で参戦することもある。

## メンバー
- 真霜拳號（初代リーダー）
- 浅川紫悠（3代目リーダー）
- 十嶋くにお
- 本田アユム
- 最上九
- DOUKI

## 元メンバー
- 稲松三郎
- 雄馬
- タンク永井（2代目リーダー）
- 木高イサミ（プロレスリングBASARA）
- さとうゆうき

## 特徴
- YMZの動画ではよく控室が映されていて真霜は常にゲームボーイポケットに夢中になっている。[1]
- 米山香織には「きょうげつ」と間違えられている。[2]
- 雄馬とタンクは毎週金曜日に定期的にヒールらしからぬ放送をニコ生で行っている。

## 獲得タイトル
- 第15・18代CHAMPION OF STRONGEST-K王座：真霜拳號
- 第20・24代CHAMPION OF STRONGEST-K王座：タンク永井
- 第26代CHAMPION OF STRONGEST-K王座：浅川紫悠
- 第30代STRONGEST-K TAG王座：真霜拳號&佐藤悠己
- 第33代STRONGEST-K TAG王座：タンク永井&佐藤悠己
- 第36代STRONGEST-K TAG王座：タンク永井&木高イサミ
- 第37代STRONGEST-K TAG王座：真霜拳號&十嶋くにお
- 第61代UWA世界ミドル級王座：佐藤悠己
- 第66代UWA世界ミドル級王座：本田アユム
- 第37代WEWハードコアタッグ王座：十嶋くにお&雄馬
- 第7代千葉6人タッグ王座：佐藤悠己&本田アユム&最上九
- 海王トーナメント優勝（2013・2014・2018年）：真霜拳號
- 海王トーナメント優勝（2015年・2016年）：タンク永井
- BO-SO ゴールデンタッグトーナメント優勝（2015年）：タンク永井&佐藤悠己